# Jiro Watanabe
Jiro Watanabe (渡辺 二郎, Watanabe Jirō) est un boxeur japonais né le 16 mars 1955 à Okayama.

## Carrière
Passé professionnel en 1979, il échoue lors d'un championnat du monde des poids super-mouches WBC face à Kim Chul-ho le 22 avril 1981 avant de remporter le titre WBA de la catégorie le 8 avril 1982 en battant Rafael Pedroza. Watanabe conserve sa ceinture à cinq reprises puis affronte et bat le champion WBC Payao Poontarat le 5 juillet 1984. La WBA n’ayant pas donné son accord pour ce combat de réunification décide de destituer le japonais. Cela ne l'empêche pas de garder sa ceinture WBC lors du combat revanche et aux dépens de Julio Soto Solano, Kazuo Katsuma et Yun Suk-hwan. Il n'est battu que par Gilberto Román le 30 mars 1986 et met ensuite un terme à sa carrière de boxeur sur un bilan de 26 victoires et 2 défaites.